# 馬科平 (新澤西州)
馬科平（英語：Macopin）是位於美國新澤西州巴賽克縣的普查規定居民點。

## 人口
根據2020年美國人口普查的數據，馬科平的面積為16.76平方千米，當中陸地面積為15.89平方千米，而水域面積為0.86平方千米。當地共有人口2199人，而人口密度為每平方千米131.21人。